# الحدائق الملكية في لندن

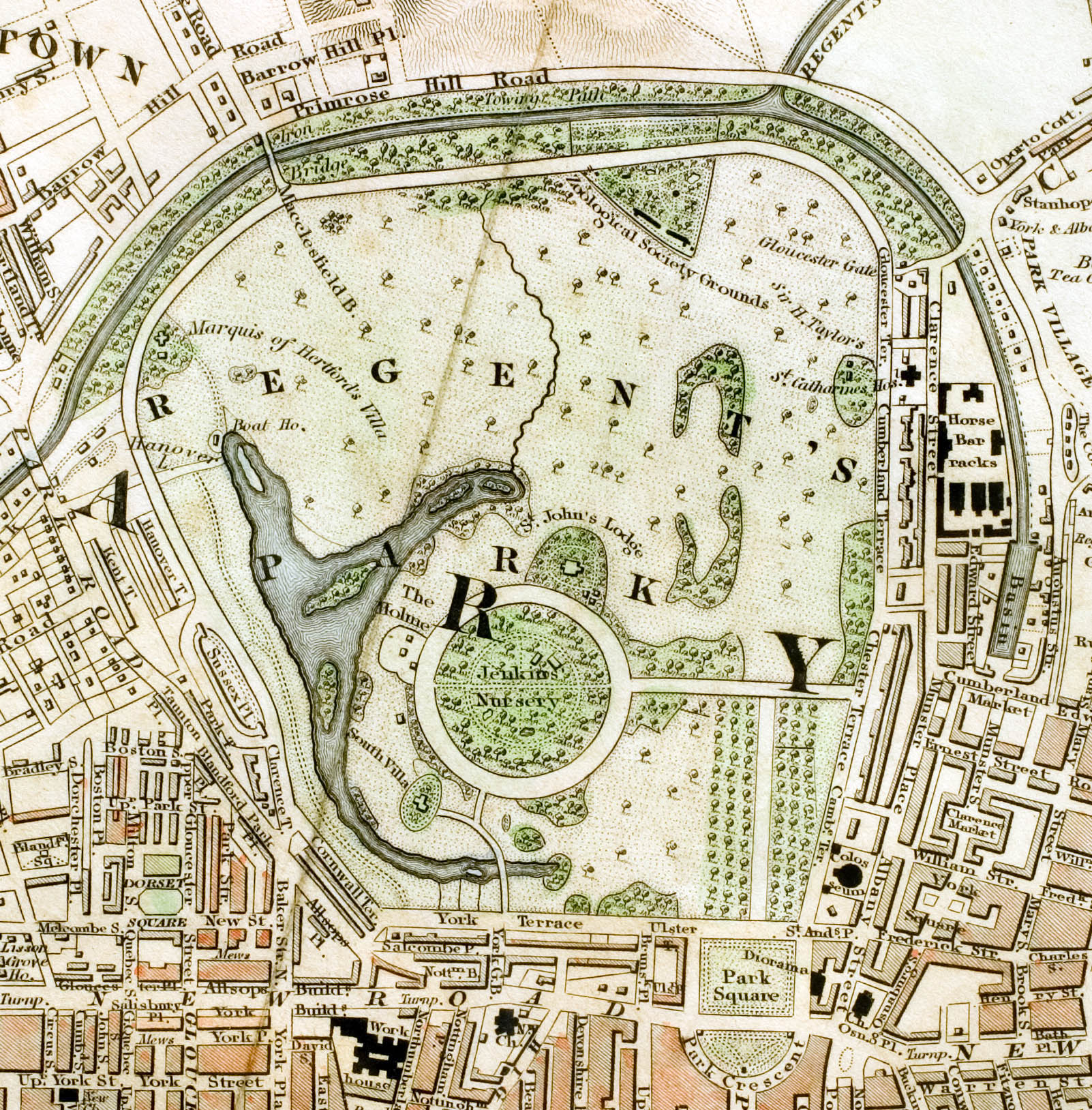
ريجنت بارك - نحو 1833 م.

الحدائق الملكية في لندن هي حدائق تقع في لندن كانت ملكا وحكرا للعائلة الحاكمة في بريطانيا، لكنها اليوم مفتوحة للعوام.

## الحدائق
يوجد ثمان حديقة توصف بالملكية في لندن وهي:
- سانت جيمس بارك
- غرين بارك
- هايد بارك
- كنسينغتون غاردنز
- ريتشموند بارك
- غرينتيتش بارك
- بوشي بارك
- ريجنتس بارك.[1]